# Оравска Љесна
Оравска Љесна (слч. Oravská Lesná) насељено је мјесто са административним статусом сеоске општине (слч. obec) у округу Наместово, у Жилинском крају, Словачка Република.

## Становништво
| Година:    | 1994. | 2004.   | 2014.   | 2024.   |
| ---------- | ----- | ------- | ------- | ------- |
| Број људи: | 2944  | 3133    | 3322    | 3449    |
| Разлика:   |       | +6,41 % | +6,03 % | +3,82 % |

| Година:    | 2023. | 2024.   |
| ---------- | ----- | ------- |
| Број људи: | 3443  | 3449    |
| Разлика:   |       | +0,17 % |

Према подацима о броју становника из 2024. године насеље је имало 3449 становника.